# B2B
Pojam B2B je skraćenica pojma Business-to-business (eng.). Označava vrstu elektroničkog poslovanja koje je okrenuto razmjeni roba, servisa i usluga između organizacija. Pojam B2B internetskog saveza obilježava formalni kooperativni odnos dvije ili više organizacija koje dijele resurse (informacije, dobra, usluge ili investicije).

## Obilježja
B2B povezuje sve sudionike u poslovnom procesu koji prethode krajnjim korisnicima (dobavljači, posrednici, distributeri, itd.).
B2B elektroničku trgovinu obilježavaju:
- Katalozi: najbolje odgovaraju tržištima gdje je ponuda i potražnja visoko fragmentirana; cijene su obično fiksne

- Aukcije: trguje se viškovima inventara, korištenom kapitalnom opremom, robom s popustom, pokvarljivim proizvodima, itd.; cijene su dinamične

- Burza: trguje se prirodnim plinom, strujom, telekomunikacijskim kapacitetima, itd.; cijene se daju u stvarnom vremenu; trguje se anonimno

- Zajednice: spajaju potencijalne kupce i prodavače, kao profesionalce sa zajedničkim interesima preko Web site-a koji pokriva specifične sadržaje industrije i aspekte zajednice